# Parafia Narodzenia Najświętszej Maryi Panny w Zaczerniu
Parafia Narodzenia Najświętszej Maryi Panny w Zaczerniu – parafia znajdująca się w diecezji rzeszowskiej w dekanacie Głogów Małopolski.
Parafia została erygowana 29 czerwca 1439 roku przez biskupa krakowskiego Jana Rzeszowskiego.
Obecny kościół parafialny został zbudowany w latach 1803–1806 z fundacji Jana Aleksandra Morskiego – dziedzica klucza łąckiego. Kościół konsekrował w 1847 r. bp przemyski Franciszek Wierzchlejski.